# Tommy Ho
Thomas „Tommy“ Ho (* 17. Juni 1973 in Winter Haven, Florida) ist ein ehemaliger US-amerikanischer Tennisspieler.

## Leben
Ho trat im Alter von 15 Jahren bei den US Open 1988 an, schied jedoch in der ersten Runde aus. Kurz darauf gewann er in Rye Brook sein erstes Match auf der ATP World Tour. Im Einzel war er deutlich weniger erfolgreich als im Doppel; allerdings gelangen ihm auf der ATP Challenger Tour zwischen 1990 und 1995 vier Einzeltitel. Den Höhepunkt seiner Karriere erlebte er in den Jahren 1994 und 1995, beginnend mit dem Doppeltitel von Peking an der Seite von Kent Kinnear. Mit wechselnden Partnern gewann er 1995 das Masters-Turnier von Indian Wells, den Doppeltitel von Hongkong und verteidigte den Titel in Peking. Beim International Series Gold-Turnier von Memphis stand er im Finale, zudem erreichte er das Halbfinale der Doppelkonkurrenz der French Open, wo er an der Seite von Brett Steven gegen die späteren Champions Jacco Eltingh und Paul Haarhuis glatt in zwei Sätzen verlor. Seine höchste Notierung in der Tennis-Weltrangliste erreichte er 1995 mit Position 85 im Einzel sowie 1996 mit Position 13 im Doppel.
Eine Rückenverletzung zwang Ho zum Rücktritt vom Tennissport.

## Erfolge
| Legende                       |
| Grand Slam                    |
| Tennis Masters Cup            |
| ATP Masters Series (1)        |
| ATP International Series Gold |
| ATP International Series (3)  |
| ATP Challenger Tour (8)       |

### Einzel

#### Turniersiege
| Nr. | Datum              | Turnier           | Belag     | Finalgegner     | Ergebnis      |
| --- | ------------------ | ----------------- | --------- | --------------- | ------------- |
| 1.  | 15. Oktober 1990   | Ponte Vedra Beach | Hartplatz | Chris Pridham   | 7:6, 6:4      |
| 2.  | 14. Dezember 1992  | Hongkong          | Hartplatz | Greg Rusedski   | 4:6, 6:4, 7:6 |
| 3.  | 19. September 1994 | Singapur          | Hartplatz | Chris Wilkinson | 6:3, 6:4      |
| 4.  | 27. Februar 1995   | Indian Wells-2    | Hartplatz | Oliver Gross    | 6:7, 7:6, 6:2 |

### Doppel

#### Turniersiege

##### ATP Tour
| Nr. | Datum            | Turnier      | Belag       | Partner            | Finalgegner                   | Ergebnis      |
| --- | ---------------- | ------------ | ----------- | ------------------ | ----------------------------- | ------------- |
| 1.  | 23. Oktober 1994 | Peking (1)   | Teppich (i) | Kent Kinnear       | David Adams Andrei Olchowski  | 7:6, 6:3      |
| 2.  | 13. März 1995    | Indian Wells | Hartplatz   | Brett Steven       | Gary Muller Piet Norval       | 6:4, 7:6      |
| 3.  | 23. April 1995   | Hongkong     | Hartplatz   | Mark Philippoussis | John Fitzgerald Anders Järryd | 6:1, 6:7, 7:6 |
| 4.  | 22. Oktober 1995 | Peking (2)   | Teppich (i) | Sébastien Lareau   | Dick Norman Fernon Wibier     | 7:6, 7:6      |

##### Challenger Tour
| Nr. | Datum            | Turnier  | Belag     | Partner          | Finalgegner                  | Ergebnis   |
| --- | ---------------- | -------- | --------- | ---------------- | ---------------------------- | ---------- |
| 1.  | 26. April 1993   | Taipeh   | Hartplatz | Patrick Rafter   | Kent Kinnear Kenny Thorne    | 6:4, 7:6   |
| 2.  | 6. Dezember 1993 | Hongkong | Hartplatz | Shūzō Matsuoka   | Dirk Dier Alexander Mronz    | 2:3 aufgg. |
| 3.  | 6. Juni 1994     | Weiden   | Sand      | Nuno Marques     | Eyal Ran Gabriel Silberstein | 6:3, 6:1   |
| 4.  | 13. Juni 1994    | Košice   | Sand      | Mikael Tillström | Emanuel Couto Bernardo Mota  | 7:6, 6:1   |

#### Finalteilnahmen
| Nr. | Datum            | Turnier  | Belag         | Partner        | Finalgegner                    | Ergebnis      |
| --- | ---------------- | -------- | ------------- | -------------- | ------------------------------ | ------------- |
| 1.  | 13. Februar 1995 | Memphis  | Hartplatz (i) | Brett Steven   | Jared Palmer Richey Reneberg   | 6:4, 6:7, 1:6 |
| 2.  | 6. November 1995 | Moskau   | Hartplatz (i) | Brett Steven   | Byron Black Jared Palmer       | 4:6, 6:3, 3:6 |
| 3.  | 1. Januar 1996   | Adelaide | Hartplatz     | Jonas Björkman | Todd Woodbridge Mark Woodforde | 5:7, 6:7      |